# Bullobunus luteovittatus
Bullobunus luteovittatus is een hooiwagen uit de familie Sclerosomatidae. De wetenschappelijke naam van Bullobunus luteovittatus gaat terug op Roewer.